# M.A.S.K.
M.A.S.K. – francusko-kanadyjsko-amerykański serial animowany opowiadający historię o elitarnym oddziale powołanym do walki ze złem.
Serial składa się z dwóch serii: I – 65 odcinków, II – 10 odcinków; w sumie 75 odcinków.
Serial był nadawany na kanale Jetix (dawniej Fox Kids) do 7 stycznia 2007 roku oraz na TV6 od 30 maja do 11 września 2011 roku (kończąc na odcinku 73) oraz emitowany był także na antenie KidsCo od 7 września 2007 (odcinki 1-13) do 05 maja 2013. Na TV4 zaczął być nadawany od 15 lipca 2011 roku. Serial powrócił na antenę TV6 23 września tego samego roku.

## Odcinki
| Nr             | Polski tytuł                               | Angielski tytuł               |
| Seria pierwsza | Seria pierwsza                             | Seria pierwsza                |
| -------------- | ------------------------------------------ | ----------------------------- |
| 1              | Kamień śmierci                             | The Deathstone                |
| 2              | Gwiezdny rydwan                            | The Star Chariot              |
| 3              | Księga mocy                                | The Book of Power             |
| 4              | Autostrada terroru                         | Highway To Terror             |
| 5              | Hipnotyczna transmisja pijawek             | Video VENOM                   |
| 6              | Potomek dinozaura                          | Dinosaur Boy                  |
| 7              | Najpotężniejsza broń                       | The Ultimate Weapon           |
| 8              | Metalsekty                                 | The Roteks                    |
| 9              | Efekt ozonu                                | The Oz Effect                 |
| 10             | Śmierć prosto z nieba                      | Death From the Sky            |
| 11             | Kret z magmy                               | The Magma Mole                |
| 12             | Słoneczny park                             | Solaria Park                  |
| 13             | Pnący terror                               | The Creeping Terror           |
| 14             | Szturm na wolność                          | Assault On Liberty            |
| 15             | Berło Rajim                                | The Sceptre of Rajim          |
| 16             | Złota bogini                               | The Golden Goddess            |
| 17             | Tajemnica pierścieni                       | Mystery of the Rings          |
| 18             | Złe wibracje                               | Bad Vibrations                |
| 19             | Duchowa bomba                              | Ghost Bomb                    |
| 20             | Gorączka na zimnie                         | Cold Fever                    |
| 21             | Tajemnica Madri Gras                       | Madri Gras Mystery            |
| 22             | Sekret życia                               | The Secret of Life            |
| 23             | Znikający punkt                            | Vanishing Point               |
| 24             | Psota przeciwna do ruchu wskazówek zegara  | Counter-Clockwise Caper       |
| 25             | Roślinny pokaz                             | The Plant Show                |
| 26             | Tajemnica Andów                            | Secret of the Andes           |
| 27             | Moc Pandy                                  | Panda Power                   |
| 28             | Zaciemnienie                               | Blackout                      |
| 29             | Sprawa z siłą ciężkości                    | A Matter of Gravity           |
| 30             | Zaginione bogactwa Rio de Janeiro          | The Lost Riches of Rio        |
| 31             | Niebieski szlam śmiertelności              | Deadly Blue Slime             |
| 32             | Spisek w sprawie waluty                    | The Currency Conspiracy       |
| 33             | Miecz cesarza                              | Caesar’s Sword                |
| 34             | Niebezpieczeństwo w Paryżu                 | Peril In Paris                |
| 35             | U księżnej                                 | In Dutch                      |
| 36             | Tajemnica Lippizaner                       | The Lippizaner Mystery        |
| 37             | Święty kamień                              | The Sacred Rock               |
| 38             | Klątwa wąwozu Salomona                     | Curse of Solomon’s Gorge      |
| 39             | Zielona zmora                              | Green Nightmare               |
| 40             | Oczy czaszki                               | Eyes of the Skull             |
| 41             | Zatrzymany ruch                            | Stop Motion                   |
| 42             | Zagadka Arteminy                           | The Artemis Enigma            |
| 43             | Chiński skorpion                           | The Chinese Scorpion          |
| 44             | Zagadka kapitana Ravena                    | Riddle of the Raven Master    |
| 45             | Zjawa kapitana Kidda                       | The Spectre of Captain Kidd   |
| 46             | Tajemnica kamieni                          | The Secret of the Stones      |
| 47             |                                            | The Lost Fleet                |
| 48             |                                            | Quest of the Canyon           |
| 49             |                                            | Follow the Rainbow            |
| 50             |                                            | The Everglades Oddity         |
| 51             |                                            | Dragonfire                    |
| 52             |                                            | The Royal Cape Caper          |
| 53             |                                            | Patchwork Puzzle              |
| 54             |                                            | Fog On Boulder Hill           |
| 55             | Zimowa Grota                               | Plunder of Glowworm Grotto    |
| 56             | Kamienne drzewa                            | Stone Trees                   |
| 57             | Incydent w Stambule                        | Incident In Istanbul          |
| 58             | Pnąca pustynia                             | The Creeping Desert           |
| 59             |                                            | The Scarlet Empress           |
| 60             |                                            | Venice Menace                 |
| 61             | Skarb na płaskowyżu Nazca                  | Treasure of the Nazca Plain   |
| 62             |                                            | Disappearing Act              |
| 63             | Brama ciemności                            | Gate of Darkness              |
| 64             | Gigant Manakara                            | The Manakara Giant            |
| 65             | Przejażdżka Orient Expressem               | Raiders of the Orient Express |
| Seria druga    |                                            |                               |
| 66             | Demolka pojedynkiem prowadzącym do śmierci | Demolition Duel To the Death  |
| 67             | Gdzie orły wzywają                         | Where Eagles Dare             |
| 68             | Przywiązanie się do swojego kraju          | Homeward Bound                |
| 69             | Bitwa gigantów                             | The Battle of the Giants      |
| 70             | Wyścig wbrew czasowi                       | Race Against Time             |
| 71             | Wyzwanie mistrzów                          | Challenge of the Masters      |
| 72             | Ten jeden jasny moment                     | For One Shining Moment        |
| 73             | Wielki upał                                | High Noon                     |
| 74             | Bitwa Baja                                 | The Battle of Baja            |
| 75             | Sytuacja pełna napięcia                    | Cliff Hanger                  |